# Margherita di Scozia (santa)
Santa Margherita di Scozia (Mecseknádasd, 1045 – Edimburgo, 16 novembre 1093) era figlia del principe Edoardo e nipote di Edmondo II e sorella di Edgardo Atheling, erede al trono d'Inghilterra.
È venerata come santa dalla Chiesa cattolica. Margherita nacque in esilio in Ungheria e con la famiglia tornò in Inghilterra nel 1057 per fuggire in Scozia a seguito della Conquista normanna dell'Inghilterra nel 1066. Nel 1070 circa sposò Malcolm III di Scozia divenendone la Regina consorte. Donna pia Margherita istitutì un traghetto perché i pellegrini potessero attraversare il Firth of Forth mentre si dirigevano all'Abbazia di Dunfermline e i locali villaggi di South Queensferry e North Queensferry devono a lei il loro nome. Margherita fu la madre di tre re di Scozia e di una regina d'Inghilterra e la tradizione vuole che sia morta al Castello di Edimburgo il 16 novembre 1093, poco dopo avere avuto notizia della morte del marito in battaglia. Margherita venne canonizzata nel 1250 per volere del papa Innocenzo IV e i suoi resti vennero posti nell'Abbazia di Dunfermline, tuttavia dopo la Riforma scozzese di essi si perse ogni traccia.

## L'infanzia
Margherita nacque attorno al 1045, probabilmente in Ungheria, dove il padre Edoardo l'esiliato era stato costretto a trasferirsi per sfuggire a Canuto che nel 1016 aveva spodestato il padre di Edoardo, Edmondo II d'Inghilterra e preso il trono. Lì Edoardo si era sposato con Agata di Kiev e aveva avuto da lei tre figli, Margherita, Edgardo Atheling e Christina (morta nel 1100 circa). Edoardo, che faceva parte della Casa di Wessex era fuggito appena dopo la nascita approdando alla corte di Olof III di Svezia per partire poco dopo alla volta di Kiev e quindi, una volta adulto, per l'Ungheria dove aveva supportato con successo la lotta per il trono di Andrea I d'Ungheria. 
La vera origine di sua madre Agatha è invece oggetto di disputa, ma quel che è certo è che sia lei che i fratelli nacquero da Agatha che li allevò in un ambiente estremamente religioso, del resto la corte di Andrea era permeata da una grande lealtà verso la Santa Sede e da una pari avversione per il paganesimo, fattori che potrebbero avere influenzato la spiritualità di Margherita.
Nel 1057 quando era ancora una bambina Margherita tornò in Inghilterra insieme alla famiglia, il suo prozio Edoardo il Confessore era infatti senza figli e pareva volere nominare quale erede suo padre Edoardo. Purtroppo egli morì poco dopo il ritorno in patria, ma sia lei che i fratelli rimasero alla corte inglese tanto più che suo fratello Edgardo era considerato un erede papabile. Il Confessore morì a gennaio del 1066 e il Witan elesse quale suo successore Harold Godwinson ritenendo, forse, che Edgardo, con i suoi quindici anni circa, fosse troppo giovane per garantire un regno stabile. 
Il regno di Harold durò pochi mesi, a ottobre dello stesso anno egli venne ucciso alla Battaglia di Hastings che si consumò contro i normanni di Guglielmo il Conquistatore, Edgardo venne nominato re, ma a dicembre Guglielmo salì al trono come Guglielmo I d'Inghilterra ed Edgardo dovette riparare in Normandia. Nel 1068 quando tornò portò la madre e le due sorelle in Northumbria.

## Il matrimonio scozzese
Secondo la tradizione Agatha aveva deciso di lasciare l'Inghilterra e tornare sul continente, ma una tempesta deviò la nave che trasportava lei e le figlie portandole fino in Scozia dove ottennero la protezione di Malcolm III di Scozia. Il luogo dove la tradizione vuole che siano approdate è noto come St. Margaret's Hope ed è poco distante dal villaggio di North Queensferry. Il suo arrivo, coinciso con la fallita rivolta dei conti in Northumbria del 1068, fu fortemente romanticizzato e alcuni cronacotecari come Simeone di Durham sostengono che il suo incontro con il re non avvenne prima del 1070 quando Guglielmo compì il saccheggio noto come Harrying of the north.
Malcolm era di circa quindici anni più vecchio di lei ed era vedovo di Ingibiorg Finnsdottir che gli aveva lasciato un figlio, Duncan e doveva sembrargli allettante la prospettiva di sposare una delle poche esponenti rimaste dell'aristocrazia Anglosassone. I due si sposarono verso la fine del 1070 e Malcolm compì diverse spedizioni militare in Northumbria sia per aiutare le pretese verso la corona del cognato sia per aumentare i propri domini, in ogni caso i risultati furono assai scarsi e non procurarono molto altro oltre alla devastazione della regione.

## La religiosità
Turgot, vescovo di St. Andrews, biografo di Margherita, attesta che ella ebbe una certa influenza moralizzatrice sul marito attraverso la lettura di passi della Bibbia e cercò di riformare le pratiche delle chiese locali rendendole conformi a quella della chiesa di Roma. Il suo lavoro fu di ispirazione per Lanfranco di Canterbury, futuro Arcivescovo di Canterbury e lavorò molto perché la chiesa scozzese andasse di pari passo con quella del continente in cui era cresciuta. Grazie a questi traguardi Margherita venne considerata un ottimo esempio di come doveva essere una guida saggia anche per il marito e per i figli, specialmente per Davide che la raggiunse agli onori degli altari insieme al fratello Edmund e alla sorella Maud. 
La tradizione vuole che prima di mangiare lavasse i piedi ai poveri e si occupasse degli orfani e dei bisognosi, che si levasse a mezzanotte per assistere alle funzioni e che abbia invitato un gruppo dell'Ordine di San Benedetto a trasferirsi all'Abbazia di Dunfermline nel 1072. Per facilitare l'accesso dei pellegrini all'abbazia ordinò l'istituzione di un traghetto che li portasse al di qua e al di là dell'estuario del Forth. Fra le altre cose di cui si occupò vi fu anche il restauro dell'Abbazia di Iona, oltre che al rilascio di tutti quegli inglesi che si erano trovati a divenire servi della gleba a seguito della Conquista. Più privatamente Margherita pare essere stata dedita alla preghiera, al ricamo per i paramenti sacri e a letture devozionali, questo pare aver avuto un certo effetto su suo marito, decisamente meno letterato di lei, tanto che decorò alcuni dei suoi libri in oro e argento. Uno di questi, un piccolo vangelo tascabile con eleganti immagini degli Evangelisti è conservato presso la Biblioteca Bodleiana di Oxford.

## La morte
Malcolm e il figlio maggiore Edward trovarono la morte alla Battaglia di Alnwick del 13 novembre 1093 e fu il secondogenito Edmund a portarle la notizia. Margherita era allora sui cinquant'anni, ma le condizioni di vita del tempo e il suo stile di vita austero l'avevano resa debole, secondo la tradizione ella morì tre giorni dopo, il 16 novembre.

## Il culto
Margherita divenne santa nel 1250 per mano del papa Innocenzo IV che la elevò agli onori degli altari in virtù della sua personale santità, per la fedeltà alla chiesa, la carità e le riforme religiose. Il 19 giugno del 1250, dopo essere stata canonizzata fu trasportata presso l'abbazia di Dunfermline.
Dal Martirologio Romano: «Santa Margherita, che, nata in Ungheria e sposata con Malcolm III re di Scozia, diede al mondo otto figli e si adoperò molto per il bene del suo regno e della Chiesa, unendo alla preghiera e ai digiuni la generosità verso i poveri e offrendo, così, un fulgido esempio di ottima moglie, madre e regina».
Nel 1693 il papa Innocenzo XII fissò la sua festa al 10 giugno perché il 16 novembre era già occupato dalla santa Gertrude di Helfta. Tuttavia gli scozzesi per molto tempo la onorarono nel giorno della morte. Quando nel 1969 il Calendario romano generale venne riformato il 16 diventò disponibile e la sua commemorazione venne spostata a quel giorno; chi invece segue la messa tridentina ha mantenuto la prima data e a novembre onora la santa mistica di Helfta. Margherita è venerata come santa anche dagli anglicani. Diverse sono le chiese in suo onore, la più antica è la Saint Margaret's Chapel nel Castello di Edimburgo voluta da suo figlio Davide, altre sono a Buxted, nell'Essex, Aberdeen e Budapest.
Oltre a queste numerose altre istituzioni portano il nome di Margherita:
- Queen Margaret University di Edimburgo
- Queen Margaret College di Glasgow
- Queen Margaret Union dell'Università di Glasgow
- Queen Margaret Hospital
- South Queensferry e North Queensferry, due villaggi
- Queen Margaret Academy, di Ayr
- Queen Margaret College di Wellington
- St. Margaret's Primary School di Singapore
- St Margaret of Scotland Catholic Primary School di Luton
- Chiesa Santa Margherita di Scozia, contrada di Poppano, Comune di San Mango Sul Calore, Avellino, Italia

## Matrimonio e discendenza
Da Malcolm III di Scozia Margherita ebbe:
- Edoardo, ucciso in battaglia con il padre nel 1093;
- Edmondo (dopo il 1070 - 1100), del quale compare il nome in alcuni elenchi di re di Scozia ma non esistono prove storiche che egli sia divenuto re; è venerato come santo dalla Chiesa cattolica
- Etelredo, abate di Dunkeld;
- Edgar di Scozia, re di Scozia dal 1097 al 1107;
- Alessandro, re di Scozia come Alessandro I, detto il feroce, dal 1107 al 1124;
- Davide re di Scozia come Davide I dal 1124 al 1153, è venerato come santo dalla Chiesa cattolica;
- Matilde (o Edith), divenuta regina consorte d'Inghilterra in quanto andata sposa nel 1100 a Enrico I d'Inghilterra; è venerata come santa dalla Chiesa cattolica;
- Maria (1082–1116), andata sposa ad Eustachio III di Boulogne

## Ascendenza
|                          |   |                       | Genitori |  |  | Nonni |  |  | Bisnonni                  |  |  | Trisnonni             |  |
|                          |   |                       |          |  |  |       |  |  | Etelredo II d'Inghilterra |  |  | Edgardo d'Inghilterra |  |
|                          |   |                       |          |  |  |       |  |  | Etelredo II d'Inghilterra |  |  | Edgardo d'Inghilterra |  |
|                          |   | Elfrida d'Inghilterra |          |  |  |       |  |  | Etelredo II d'Inghilterra |  |  |                       |  |
| Edmondo II d'Inghilterra |   |                       |          |  |  |       |  |  | Etelredo II d'Inghilterra |  |  |                       |  |
|                          |   | Aelfgifu di York      | Thored   |  |  |       |  |  |                           |  |  |                       |  |
|                          |   | Aelfgifu di York      | Thored   |  |  |       |  |  |                           |  |  |                       |  |
|                          |   | Aelfgifu di York      | …        |  |  |       |  |  |                           |  |  |                       |  |
| Edoardo l'esiliato       |   | Aelfgifu di York      |          |  |  |       |  |  |                           |  |  |                       |  |
|                          |   | …                     | …        |  |  |       |  |  |                           |  |  |                       |  |
|                          |   | …                     | …        |  |  |       |  |  |                           |  |  |                       |  |
|                          |   | …                     | …        |  |  |       |  |  |                           |  |  |                       |  |
| Ealdgyth                 |   | …                     |          |  |  |       |  |  |                           |  |  |                       |  |
|                          |   | …                     | …        |  |  |       |  |  |                           |  |  |                       |  |
|                          |   | …                     | …        |  |  |       |  |  |                           |  |  |                       |  |
|                          |   | …                     | …        |  |  |       |  |  |                           |  |  |                       |  |
| Margherita di Scozia     |   | …                     |          |  |  |       |  |  |                           |  |  |                       |  |
|                          | … | …                     |          |  |  |       |  |  |                           |  |  |                       |  |
|                          | … | …                     |          |  |  |       |  |  |                           |  |  |                       |  |
|                          | … | …                     |          |  |  |       |  |  |                           |  |  |                       |  |
| …                        | … |                       |          |  |  |       |  |  |                           |  |  |                       |  |
|                          |   | …                     | …        |  |  |       |  |  |                           |  |  |                       |  |
|                          |   | …                     | …        |  |  |       |  |  |                           |  |  |                       |  |
|                          |   | …                     | …        |  |  |       |  |  |                           |  |  |                       |  |
| Agata di Kiev            |   | …                     |          |  |  |       |  |  |                           |  |  |                       |  |
|                          |   | …                     | …        |  |  |       |  |  |                           |  |  |                       |  |
|                          |   | …                     | …        |  |  |       |  |  |                           |  |  |                       |  |
|                          |   | …                     | …        |  |  |       |  |  |                           |  |  |                       |  |
| …                        |   | …                     |          |  |  |       |  |  |                           |  |  |                       |  |
|                          |   | …                     | …        |  |  |       |  |  |                           |  |  |                       |  |
|                          |   | …                     | …        |  |  |       |  |  |                           |  |  |                       |  |
|                          |   | …                     | …        |  |  |       |  |  |                           |  |  |                       |  |
|                          |   | …                     |          |  |  |       |  |  |                           |  |  |                       |  |